# Jantar-Leśniczówka
Jantar-Leśniczówka – osada w Polsce położona w województwie pomorskim, w powiecie nowodworskim, w gminie Stegna.
W latach 1975–1998 miejscowość należała administracyjnie do województwa elbląskiego. W okresie letnim na terenie osady znajduje się stanica harcerska ZHP Hufiec Wieliczka. 